# Maranao
Le maranao est une langue austronésienne parlée dans les  provinces de Lanao del Sur et de Lanao del Norte, situées dans l'île de Mindanao, aux Philippines par environ 1 000 000 de Maranaos (en).

## Classification
Le maranao est une langue malayo-polynésienne occidentale et fait partie des langues philippines. Il appartient au sous-groupe des langues danao des langues philippines avec l'iranun, l'iranun de Sabah et le magindanao.

## Phonologie
Les tableaux présentent les phonèmes du maranao. Le terme de consonne lourde est utilisé par Lobel et Riwarung pour désigner une série de consonnes qui contrastent avec les sourdes et les sonores mais dont l'exacte définition phonétique reste difficile à appréhender.

### Voyelles
|         | Antérieure | Centrale | Postérieure |
| ------- | ---------- | -------- | ----------- |
| Fermée  | i [i]      |          |             |
| Moyenne |            | ə [ə]    | o [o]       |
| Ouverte |            | a [a]    |             |

### Consonnes
|               |               | Bilabiale | Alvéolaire | Palatale | Vélaire | Glottale |
| ------------- | ------------- | --------- | ---------- | -------- | ------- | -------- |
| Occlusives    | Sourdes       | p [p]     | t [t]      |          | k [k]   | ʔ [ʔ]    |
| Occlusives    | Lourdes       | p' [p]    | t' [t]     |          | k' [k]  |          |
| Occlusives    | Sonores       | b [b]     | p [d]      |          | g [g]   |          |
| Fricatives    | Sourdes       |           | s [s]      |          |         |          |
| Fricatives    | Lourdes       |           | s' [s]     |          |         |          |
| Nasales       | Nasales       | m [m]     | n [n]      |          | ŋ [ŋ]   |          |
| Liquides      | Liquides      |           | l [l]      |          |         |          |
| Roulées       | Roulées       |           | r [r]      |          |         |          |
| Semi-voyelles | Semi-voyelles | w [w]     |            | y [j]    |         |          |

## Sources
- (en) Lobel, Jason William; Labi Hadji Sarip Riwarung, Maranao Revisited: An Overlooked Consonant Contrast and its Implications for Lexicography and Grammar, Oceanic Linguistics, 48:2, pp. 403-438, 2009.